# Ballycastle (Mayo)
Ballycastle (Iers: Baile an Chaisil) is een plaats in County Mayo, Ierland. Ballycastle ligt op de grens van de Ierssprekende gemeenschap, de zogenaamde Gaeltacht.
Ballycastle ligt aan de ruige kust van Noord-Mayo in het westen van Ierland.  Aan de noordelijke grens ligt de Atlantische Oceaan. Ten westen van de stad ligt Broadhaven Bay en ten oosten ligt Killala Bay, terwijl ten zuiden de steden Crossmolina en Ballina liggen.

## Geschiedenis
Meer dan 5000 jaar geleden begonnen hier de eerste kolonisten de hellingen van de Behy- en Glenurla-heuvels te bewerken. Overblijfselen hiervan zijn teruggevonden op de archeologische vindplaats Céide Fields, een 7 kilometer ten noordwesten van Ballycastle. De parochie van Ballycastle is een combinatie van de twee oude parochies van Kilbride en Doonfeeney. De naam Ballycastle was al in 1470 in gebruik en werd in de katholieke gids van 1836 een parochie genoemd.

## Downpatrick Head
Downpatrick Head is een landtong tussen het dorp Ballycastle en de archeologische vindplaats Céide Fields. Vanop deze plaats is er een mooi uitzicht op de Atlantische Oceaan, de baai van Broadhaven in het westen en hoge kliffen in het oosten. Hier stichtte Saint Patrick in de vijfde eeuw een kerk waarvan de ruïnes vandaag nog te zien zijn. Er is ook in de vroege jaren 1980 een standbeeld van de heilige Patrick gebouwd ter vervanging van het vorige uit 1912. Er staat ook een klein stenen gebouw dat door de Britse regering werd gebruikt als uitkijkpost tijdens de Tweede Wereldoorlog met zijn stenen markeringen: EIRE 64.
Poll na Seantainne is een blaasgat met een ondergrondse kanaal naar de zee. Het is bekend in de lokale geschiedenis omdat tijdens de Ierse opstand van 1798 25 mannen, Ieren en Franse soldaten, hun leven verloren toen ze op de richel onderaan schuilden, waar ze verdronken toen het tij opkwam voordat ladders konden aangevoerd worden om hen te redden.
Dún Briste (letterlijk: gebroken fort) is een stack dicht bij de rand van de kliffen, die 63 meter bij 23 meter en 45 meter hoog is en 228 meter van de kust ligt. In 1393 werd de zuil gescheiden van de kust tijdens een gewelddadig stormweer. 
Volgens een oude lokale legende woonde daar een leider van de druïdes, genaamd Crom Dubh. Hij weigerde zich te bekeren tot het christendom, waarna Saint Patrick met zijn crosier op de grond sloeg en de steenstapel werd gescheiden van het vasteland waar Crom Dubh achtergelaten werd om te sterven.

## Fotogalerij

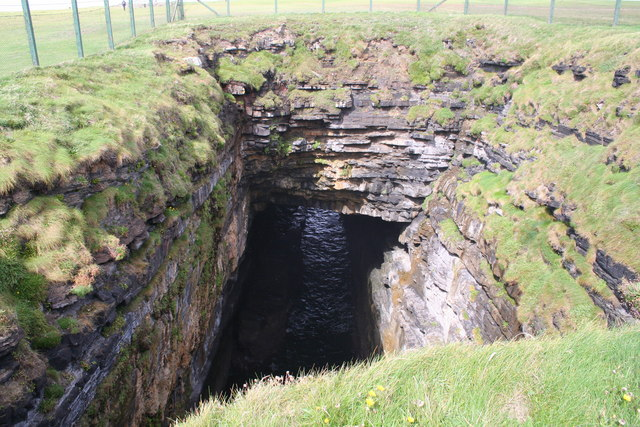
Poll Na Seantainne blaasgat
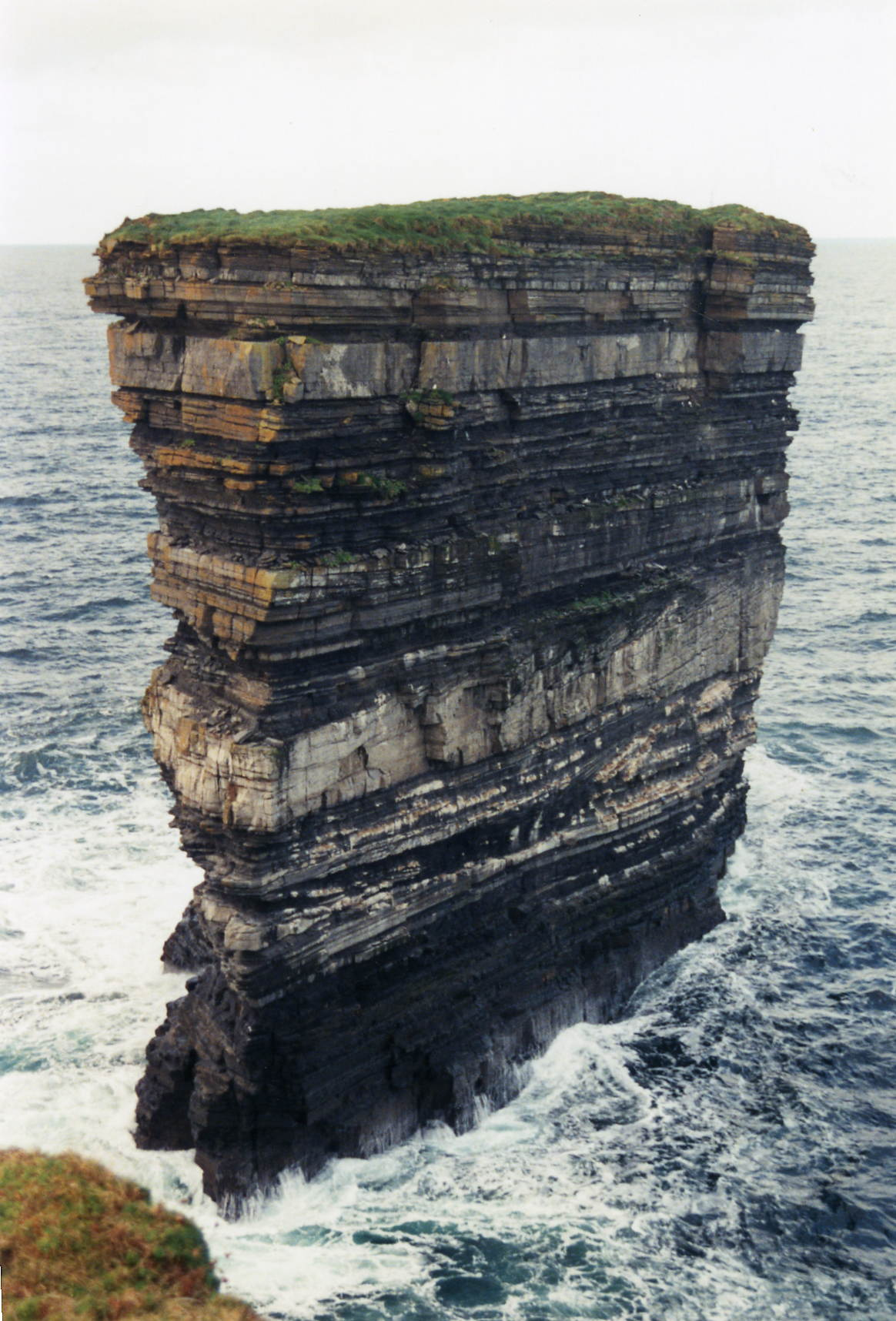
Dún Briste bij Downpatrick Head
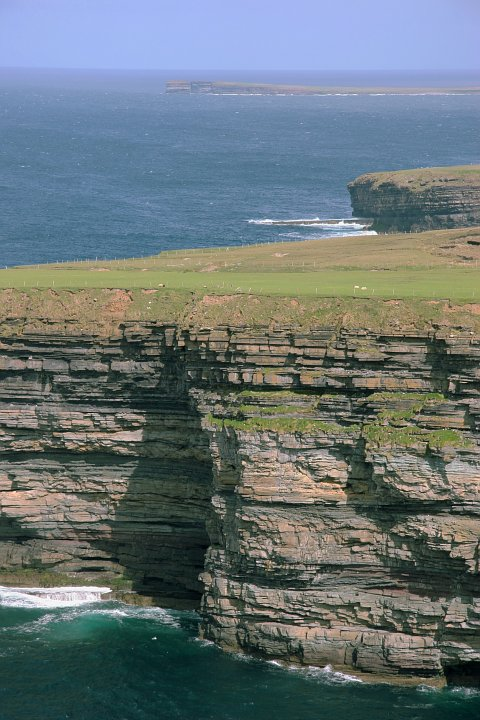
Kliffen nabij Ballycastle
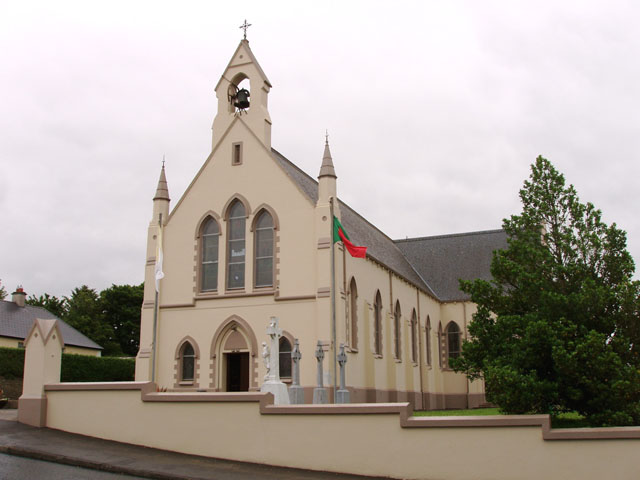
Kerk (St. Brigid's Church) Ballycastle
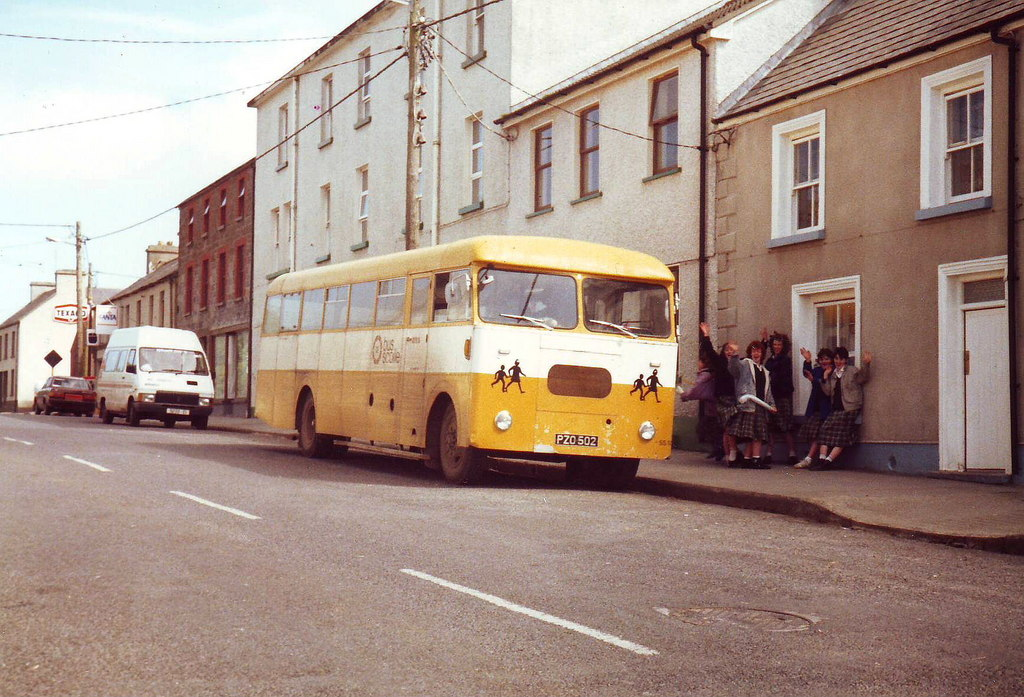
Straatbeeld uit de jaren 1980